# Хрущовка
Хрущовки — зазвичай п'ятиповерхові панельні і цегляні будинки без технічного поверху, ліфта й сміттєпроводу, що почали масово споруджуватися в СРСР під час правління Микити Хрущова, за що і отримали в народі його ім'я.

## Історія

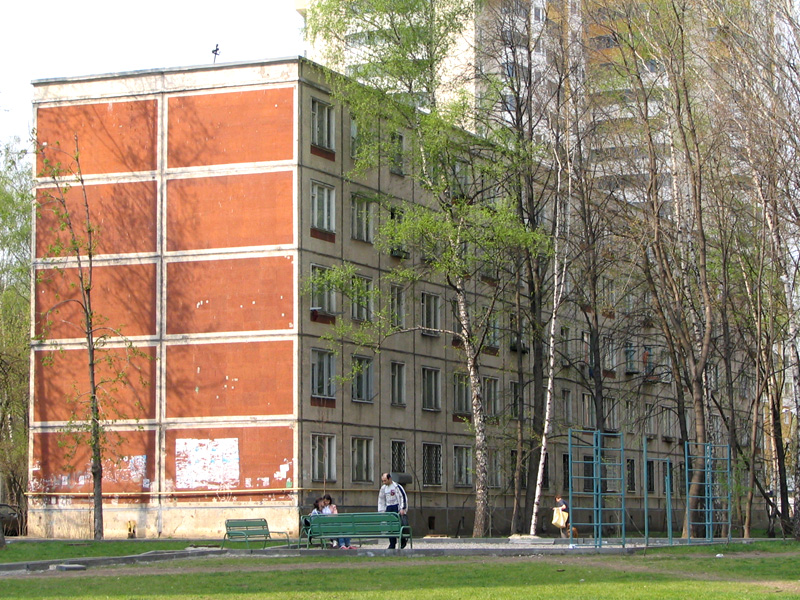
К-7

Перший каркасно-панельний будинок (Велика Васильківська, 16), що зводився за часів Хрущова у 1951 році у Києві  мав ознаки неокласицизму і був декорований народними мотивами.
«Хрущовки» почали з'являтися після відомої ухвали «Про усунення надмірностей в проектуванні і будівництві», підписаної Хрущовим у 1955 році. З чуток, ідея будівництва в СРСР «дешевого житла для однієї сім'ї» сподобалася Микиті Сергійовичу під час візиту до однієї з «дружніх країн», де він побачив подібні будинки.
Першим серійним проектом панельної хрущовки стала К-7, яку розробив Віталій Лагутенко.
У той час будівництво такого житла було виправдане урбанізацією: багато колгоспників, нарешті отримавши паспорти, приїхали працювати до великих міст. Перед владою постало важливе питання: де людей селити? 
Крім того, масове будівництво «дешевого житла» могло допомогти у вирішенні ще однієї соціальної проблеми, надзвичайно актуальної для великих міст того часу — розселення комуналок та бараків.
Першим місцем, де проводилася ідея здешевлення житла, були поля навколо підмосковного села Черемушки — і з тих пір таке будівництво поширилося по всьому колишньому СРСР. Будівництво «хрущовок» продовжувалося з 1959 по 1985 рік.
У Києві перший будинок цього типу споруджено на провулку Леопольда Ященка, 3 корпус 2 (1957 року). Будинок, розроблений архітектором Олександром Заваровим, мав експериментальне планування — надзвичайно маленькі квартири (з кухнями площею 4 кв.м), проте за інерцією сталінської доби ще мав велику висоту поверху та площу вікон.
Першим житловим масивом, який масово забудовано будинками цього типу, є Першотравневий масив. До того ж цей масив забудували переважно хрущовками ранніх типів — вони мають покращене планування, вищі стелі, крім того, ще зберігають певні ознаки архітектурного оздоблення — в подальшому розвитку проєктів «хрущовок» будь-яке оздоблення було усунуте.
Здебільшого «хрущовки» в Києві представлені трьома проєктами: 438 (ранні цегляні будинки з найбільш прийнятними умовами проживання), 464 (всесоюзна серія панельних будинків з найменшими площами квартир, зустрічаються в Києві у відносно невеликій кількості на житлових масивах Відрадний і Нивки) і 480 (спочатку цегляні, а пізніше панельні «хрущовки», що стали наймасовішим проєктом цих будинків в місті).
Будівництво «хрущовок» в Києві було згорнуте в 1968—1969 роках з переходом до суцільної забудови в 9 поверхів і вище. Окремі цегляні будинки на околицях міста будувались до 1972 року.
Загальна площа введених у дію житлових будинків у 1951—1955 рр. становила 42122 тис. м², у 1956—1960 рр. було побудовано 87429 тис. м² житла, а у 1961—1965 рр. — 94994 тис. м² житла.

## Особливості
Можливі відмінності в плануванні залежно від року спорудження. Квартири обладнані газовими плитами, а інколи ще й газовими колонками для підігріву води. Підлога покрита паркетом або паркетною дошкою. Під'їзд односторонній. Сходові прольоти об'єднані з поверховими майданчиками. Зазвичай на поверсі 3—4 квартири. Дах може бути як плоским, так і конькоподібним (під шифером).
Кімнати в 95 % суміжні. Санвузли найчастіше суміщені. Площі квартир в основному невеликі:

## Реновація
В новому генеральному плані Києва замість аварійних будівель планують звести нові, а поствоєнні знести. Експерти заявляють, що старе варто замінювати на нове якомога швидше, адже через аварійність перебування небезпечне для людей. Проте діючі закони не дозволяють зносити будинок, якщо немає згоди усіх 100% його мешканців.
| Кімнат     | Загальна площа, м² | Житлова площа, м² | Кухня, м² |
| ---------- | ------------------ | ----------------- | --------- |
| 1-кімнатні | 28—32              | 15—19             | 6         |
| 2-кімнатні | 40—46              | 26—30             | 6         |
| 3-кімнатні | 54—59              | 39—45             | 6         |

## Приклади планування
|            |  |            |  |            |
| 1-кімнатні |  | 2-кімнатні |  | 3-кімнатні |

## Хрущовки в Києві
В Києві хрущовками забудовані Сирець, Дорогожичі, Першотравневий масив, Чоколівка, Соцмісто, Вітряні гори, Відрадний, Борщагівка, Нивки, Куренівка, Воскресенка, Стара Дарниця, Шулявка, Голосіїв.